# 松平親次
松平 親次（まつだいら ちかつぐ）は、戦国時代の三河国の武将。福釜松平家の2代当主。通称は三郎次郎、右京亮。『寛政重修諸家譜』によれば「鑓三郎次郎」の異名で呼ばれた武勇の持ち主であり、松平清康が東三河の宇利城を攻めた際に戦死した。ただし、宇利城攻めで戦死したのは父の松平親盛ともされる。

## 生涯

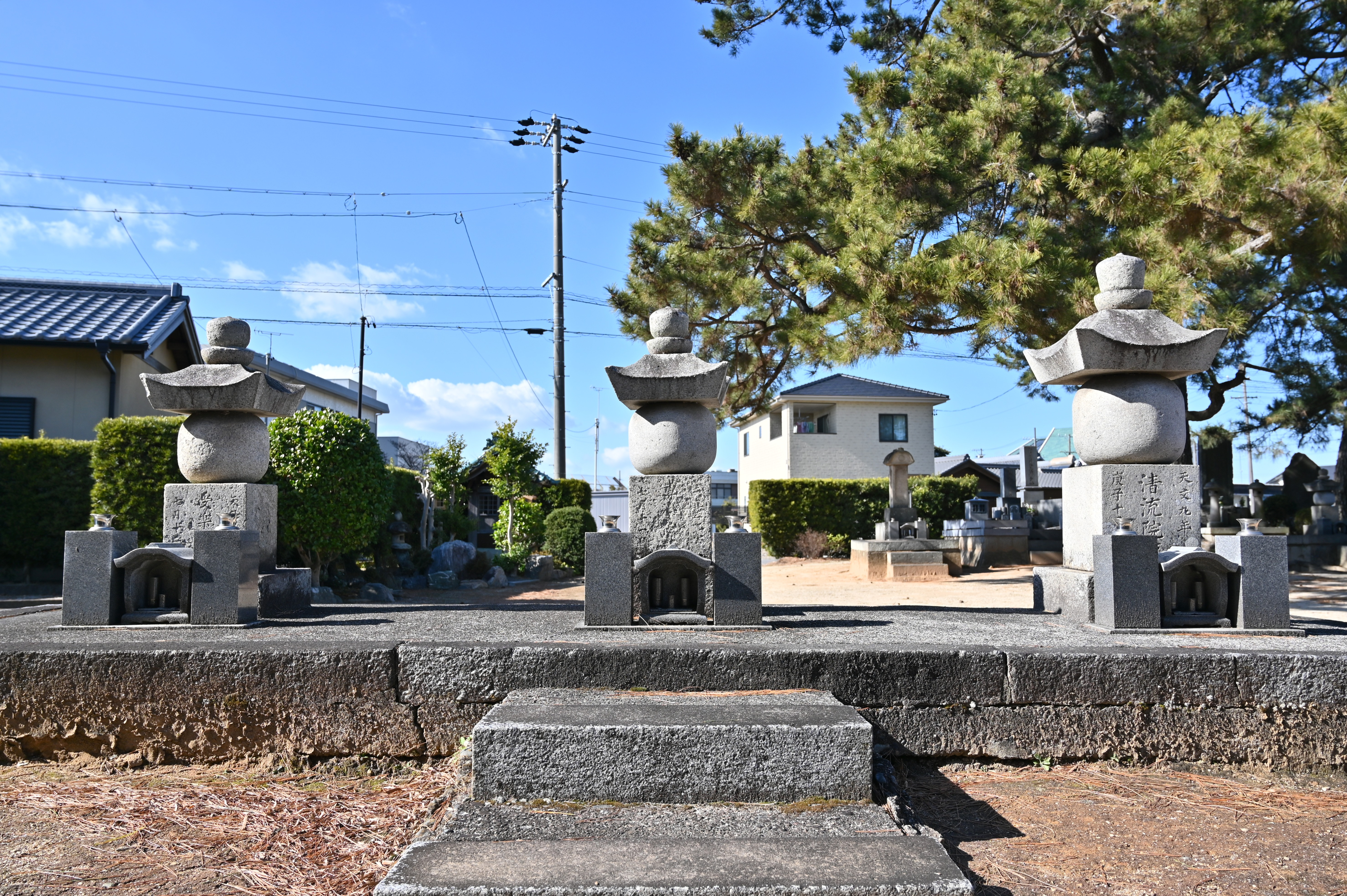
福釜松平家三代の墓（右から初代親盛、2代親次、3代親俊）

三河国碧海郡福釜（現在の愛知県安城市福釜町）を本拠とする福釜松平家の松平親盛の子として生まれる。『寛政重修諸家譜』（以下『寛政譜』）によれば、幼い頃より松平清康に仕え、戦場では槍を取って比類なき働きを見せた。その武勇は父に劣らないとして、鑓三郎次郎と呼ばれたとある。なお、親次が使用した槍は助宗の作で、『寛政譜』編纂時には末裔の松平伝次郎康珍宅に伝わっていたという。
『寛政譜』によれば、享禄3年（1530年）に松平清康が熊谷氏の籠る宇利城（現在の新城市中宇利）を攻めた際に戦死したとあり、戦死の際の事情を詳しく載せている。親次は、桜井松平家の松平信定（内膳。親次の叔父にあたる）とともに大手攻めの主将であり、鎧の綿噛に「今日の戦に一歩も退くまじ」と記した誓文を付けて戦に臨んだ。守備側の熊谷氏も猛将と謳われた人物であり、城を打って出た熊谷勢の前に松平勢は敗走したが、親次はひとり踏みとどまって力戦し戦死した。28歳。従士の天野忠俊（源兵衛）、大浜源内、宮村平七・平八、鈴木主殿助、安藤助作、近藤治右衛門ら10人余りもともに戦死したという。
『三河物語』によれば、宇利城で戦死した「松平右京」は「御一門の中にも勝れたる弓取」という人物であったとされるが、清康のおじ、すなわち親次の父の親盛とされている。宇利城攻めの発生年代を含め、文献や研究によって解釈はまちまちである（詳細は松平親盛参照）。
安城市の解説では、文亀3年（1503年）に生まれて享禄3年（1530年）に討死したのは父の親盛であるとする。『安城市史』は親次の生没年について大永元年（1521年）生まれ・天正3年（1575年）没とする。親次は13歳で初陣したと記している。
『寛政譜』によれば、初代親盛から4代康親までは福釜の宝泉院を葬地としたという。現代では宝泉院の西100mほどの場所にある「松平墓地（福釜城主墓域）」に、初代親盛から5代康盛までの福釜松平家歴代の墓が移されている。宝泉院には福釜松平家初代親盛・2代親次・3代親俊の肖像画があり、安城市指定の文化財となっている（指定名は「絹本著色　福釜松平三代像」）。親次の肖像は槍（鑓）を手にしており、「鑓三郎次郎」と称された武人にふさわしく描かれている。

## 系譜

### 父
父は松平親盛。『寛政譜』では親盛の生没状況は不明で、「某年死す」とのみ記している。#生涯節の通り、宇利城の戦いで戦死したのは親次ではなく親盛との見解がある。

### 妻
『寛政譜』では、妻は久松肥前守定俊の娘とある。「久松定俊」と称したとされる人物としては久松俊勝（家康生母・於大の方の再婚相手。1526年 - 1587年）がいるが、『寛政譜』によれば官途名は「佐渡守」であり、福釜松平家に嫁いだ娘はいない。久松家では、俊勝の父の定義やその父の定益（? - 1510年）が「肥前守」と称したと記されている。
久松家の系図には混乱があるとされ、『寛永諸家系図伝』（以下『寛永系図』）の久松松平家の系図では、定義の弟（俊勝の叔父にあたる人物）として「肥前守定俊」を記していた。『寛政譜』の久松定義の記事によれば、『寛政譜』編纂時に系譜の混乱の調査が行われ、久松家が伝える系譜の一つに定義の子「弥九郎」が「定俊」「長家」を経て「佐渡守俊勝」と改めたとするものがあることに基づき、久松俊勝＝定俊とする修正がなされた。

### 子
『寛政譜』には男子3人が掲載されている。
長男は松平親俊で、天正9年（1581年）に没したとあるが、享年は記されていない。
二男は上田元次（織部）の養子となり、上田元秀（源助）と称した。『寛政譜』の上田家の系譜によれば、宇利城で親次が討死した際に元秀は幼少であったために元次に養われて成人した。松平清康・広忠に仕え、その後病により知行地に蟄居したものの、元亀3年（1573年）の三方ヶ原の戦いの際に出陣することを請願し、遠江国大谷で討死したという（享年不明）。
三男の松平盛次（金兵衛）は、親盛の養子となったが、その後「ゆへありて」出家し、さらに還俗したとある。なお、盛次の子として親重（金三郎・金兵衛）を挙げるが、それ以上の情報は『寛政譜』にはない。